# Джеймс Тейлор

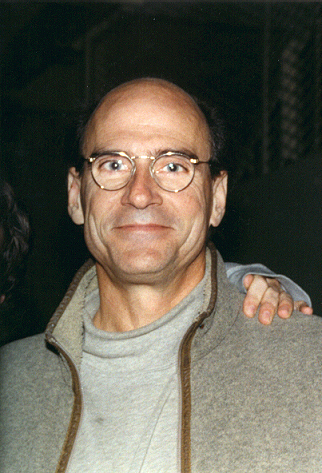
Тейлор Джеймс

Джеймс Тейлор (James Vernon Taylor; 12 березня 1948, Бостон, Массачусетс, США) — американський вокаліст, гітарист, автор текстів, продюсер.
В 1970-х роках (згідно Allmusic) ставший втіленням самого поняття singer-songwriter. Тейлор, першу славу якому принесли хіти «Fire and Rain» (#3 US, 1970) і «You've Got a Friend» (#1, 1971, композиція Керол Кінг), найвищого комерційного досягнення досягнув зі збірником Greatest Hits, який розійшовся в США 12-мільйонним тиражем і одержав «брильянтовий» статус. Джеймс Тейлор — п'ятикратний лауреат премії Греммі; в 2000 році він був введений у Зал слави рок-н-ролла.
Має дружні стосунки з іншим видатним музикантом — Марком Нопфлером.
Перший музичний досвід Джеймс здобув у дитинстві завдяки своїй матері, дипломованій співачці. У 15 років, розбещений досить заможним життям, Тейлор дебютував за порадою свого товариша Денні «Кутча» Кортчмара (Danny «Kootch» Kortchmar) у конкурсі молодих талантів. Потрапивши всупереч своїй волі до елітарної бостонської «Milton Academy», вже через рік Тейлор залишив її і на кілька місяців приєднався до гурту старшого брата Алекса — The Fabulous Corsairs.
У 17 років розчарованому в житті Тейлору довелось пройти курс лікування у психіатричному шпиталі. Проте після майже двадцятимісячної госпіталізації він знову повернувся до музики і 1966 року разом з Денні Кортчмаром утворив гурт The Flying Machine. Цей гурт виступав у нічних нью-йоркських клубах і навіть записав альбом, який було видано набагато пізніше.
Залишаючись увесь час на утриманні батьків, Джеймс дозволив собі заможне життя в оточенні гарних шанувальниць та емоційних нероб. Також незабаром він пристрастився до героїну. Спроби покинути дурні звички та порочне середовище привели Тейлора у січні 1968 року до Лондона, де він оселився у модному районі Ноттінг Хілл.
Вірний Джеймсу, «Кутча» вмовив товариша записати демо-плівку, яку відправив Пітеру Ешеру. Кортчмар вже давно знав Ешера, який на той час займався промоцією на бітловській фірмі «Apple». Запис зацікавив Пола Маккартні, завдяки якому виснажений та розчарований усім світом Тейлор отримав ще один шанс. Проте дебютний альбом «James Taylor» спочатку не отримав визнання, незважаючи на цікаві твори «Carolina On My Mind» та «Something In The Way She Moves».
Зламаний відсутністю успіху та перебуваючи у залежності від героїну, музикант повернувся до США, щоб продовжити лікування у психіатричному шпиталі. Тим часом незадоволений організаційним хаосом, що панував в «Apple», Пітер Ешер відшукав Тейлора і вмовив повернутися до музичної кар'єри. 1969 року завдяки старанням Ешері Джеймс уклав угоду з фірмою «Warner Brothers».
Перший альбом Тейлора, виданий цією фірмою, «Sweet Baby James», частково складався з творів, написаних у лікарні. Протягом майже двох років він не залишав американський чарт, а автобіографічний твір «Fire & Rain» став одним з найбільших комерційних та артистичних досягнень десятиріччя. Завдяки цій роботі Тейлор несподівано перетворився на улюбленця критиків та рок-зірку.
З чергового лонгплея «Mud Slide Slim & The Blue Horizon» походила чаруюча версія композиції Кейрол Кінг «You've Got A Friend». Потрапивши 1972 року під вплив співачки Карлі Саймон, музиканту нарешті вдалося звільнитись від наркотичної залежності. Тейлор того ж року виступив у культовому фільмі режисера Денніса Хоппера «Two-Lane Blacktop», до якого разом з Деннісом Вілсоном з The Beach Boys склав музику. З альбому 1972 року «One Man Dog» походив хіт-сингл «Don't Let Me Be Lonely Tonight» і відповідно до назви цього твору самотність музиканта мала незабаром закінчитись. восени 1972 року Тейлор одружився з Карлі Саймон.
1974 року виконаний подружжям твір «Mockingbird» із репертуару Чарлі та Інез Фокс потрапив до першої американської п'ятірки. Пізніші лонгплеї Тейлора поєднували авторські композиції із старанно підібраною ритм-енд-блюзовою, соул та рок-класикою. До другої групи належала більшість сингл-хітів Тейлора, наприклад, «How Sweet It Is» Холланда-Дозіра-Холланда, «Handy Man» Отіса Блеквелла та «Up On Re Roob» Джеррі Гоффіна і Кейрол Кінг.
1982 року після десятирічного подружнього життя Карлі Саймон виступила з позовом про розлучення. Тейлор сприйняв це досить мужньо, продовживши музичну кар'єру. 1985 року він відзначився лонгплеєм «That's Why I'm Here», a 1988 запропонував платівку «Never Die Youg», яку продюсував багаторічний співпрацівник музиканта — клавішник Дон Гролнік. Влітку того ж року він провів концертне турне Америкою.
Свій наступний лонгплей Тейлор примусив чекати три роки, які він провів у чергових турне Америкою. 1991 року музикант взяв участь у запису дебютного лонгплею Марка Кона, після чого нарешті запропонував власний -«New Moon Shine», який продюсував знову Гролнік. Ціла серія концертів Європою та Америкою стала приводом для появи через два роки альбому «James Taylor Live». Артист і зараз повен сил, а його концерти доводять, що музика приносить йому справжнє задоволення.

## Дискографія
- 1968: James Taylor
- 1970: Sweet Baby James
- 1970: James Taylor & The Original Flying Machine 1967
- 1971: Mud Slide Slim & The Blue Horizon
- 1972: One Man Dog
- 1974: Walking Man
- 1975: Gorilla
- 1976: In The Pocket
- 1976: Greatest Hits
- 1977: J.T.
- 1979: Flag
- 1981: Dad Loves His Work
- 1985: That's Why I'm Here
- 1987: Classic Songs
- 1988: Never Die Young
- 1990: Tht Best Of James Taylor — The Classic Years
- 1991: New Moon Shine
- 1993: Live
- 1995: Copperline
- 1997: Hourglass
- 1998: Jump Up Behind Me
- 2002: October Road
- 2006: James Taylor at Christmas (разом з Тутсом Тілемансом)
- 2008: Covers
- 2010: Live at the Troubadour (Carole King and James Taylor)
- 2015: Before This World